# غازی ظفر احمد
غازی ظفر احمد (انگلیسی: Kazi Zafar Ahmed; زاده ۱ ژوئیهٔ ۱۹۳۹ – درگذشته ۲۷ اوت ۲۰۱۵) سیاست‌مدار اهل بنگلادش بود. وی از ۱۲ اوت ۱۹۸۹ تا ۶ دسامبر ۱۹۹۰ نخست‌وزیر بنگلادش بود.
غازی ظفر احمد در ۲۷ اوت ۲۰۱۵، در سن ۷۶ سالگی درگذشت.